# ダニー・ジャンセン
ダニエル・ロバート・ジャンセン（Daniel Robert Jansen, 1995年4月15日 - ）は、アメリカ合衆国イリノイ州エルムハースト出身のプロ野球選手（捕手）。右投右打。MLBのミルウォーキー・ブルワーズ所属。

## 経歴

### プロ入りとブルージェイズ時代
2013年のMLBドラフト16巡目（全体475位）でトロント・ブルージェイズから指名され、プロ入り。契約後、傘下のルーキー級ガルフ・コーストリーグ・ブルージェイズでプロデビュー。36試合に出場して打率.246、18打点の成績を残した。
2014年はアパラチアンリーグのルーキー級ブルーフィールド・ブルージェイズでプレーし、38試合に出場して打率.282、5本塁打、17打点、2盗塁の成績を残した。
2015年はルーキー級ガルフ・コーストリーグ・ブルージェイズとA級ランシング・ラグナッツでプレーし、2球団合計で53試合に出場して打率.210、5本塁打、30打点、2盗塁の成績を残した。
2016年はルーキー級ガルフ・コーストリーグ・ブルージェイズとA+級ダニーデン・ブルージェイズでプレーし、2球団合計で57試合に出場して打率.218、1本塁打、25打点、7盗塁の成績を残した。オフにはアリゾナ・フォールリーグに参加し、メサ・ソーラーソックスに所属した。
2017年はA+級ダニーデン、AA級ニューハンプシャー・フィッシャーキャッツ、AAA級バッファロー・バイソンズでプレーし、3球団合計で104試合に出場して打率.323、10本塁打、48打点、1盗塁の成績を残した。オフの11月20日にルール・ファイブ・ドラフトでの流出を防ぐために40人枠入りした。
2018年にMLB.comが発表したプロスペクトランキングでは、ブルージェイズの組織内で6位（シーズン途中で3位に上昇）にランクインした。シーズンではAAA級バッファローでプレー。7月にはオールスター・フューチャーズゲームのアメリカ合衆国選抜に選出された。8月12日にメジャー初昇格を果たし、翌13日のカンザスシティ・ロイヤルズ戦にて「9番・捕手」で先発出場してメジャーデビューすると、MLB初安打を含む2安打を記録した。なお、この試合ではバッテリーを組んだ先発投手のショーン・リード＝フォーリーもメジャーデビューした。先発出場のバッテリーが同時にメジャーデビューしたのは、アメリカンリーグでは1967年のボストン・レッドソックスのビリー・ロアとラス・ギブソンのコンビ以来、51年ぶりだった。8月14日のロイヤルズ戦で、ヒース・フィルマイヤーからMLB初安打となる勝ち越し本塁打を打ち、チームも6-5で勝利した。レギュラーシーズンでは、31試合に出場し、打率.247だった。
2022年は開幕から正捕手として起用されていたが、オールスターゲームのファン投票では主に指名打者として起用されていたアレハンドロ・カークが捕手で候補入りし、ジャンセンは指名打者で候補入りした。結果、ジャンセンは選出されず、逆にカークは捕手で選出されている。この年レギュラーシーズンでは72試合に出場してキャリアハイとなる打率.260などを記録した。また、15本塁打、44打点を記録した。
2023年はカークの控え捕手として起用された。シーズン途中に故障で離脱し、そのままシーズンを終えた。この年レギュラーシーズンでは86試合に出場して打率.228、いずれもキャリアハイとなる17本塁打、53打点を記録した。
2024年は6月26日の対レッドソックス戦で捕手として先発出場したが、2回表のジャンセンの打席中に雨天サスペンデッドゲームとなった。

### レッドソックス時代
2024年7月27日にカッター・コフィー、エディンソン・ポーリーノ、ギルバート・バティスタとのトレードで、ボストン・レッドソックスへ移籍した。8月26日に行われたトロント・ブルージェイズとのダブルヘッダー第1試合では捕手として出場。この試合が前述のサスペンデッドゲームの続行試合であったため、MLB史上初となる「同じ試合に両チームの選手として出場した選手」となった。また、この試合の2回裏にはレッドソックスの打者として打席に立ったため、こちらもMLB史上初となる「同一イニングの表裏それぞれで打席に立った打者」となった。この年は自己最多となる91試合に出場したが打率.205、9本塁打、24打点などと成績を落とした。

### レイズ時代
2024年12月12日にタンパベイ・レイズと800万ドルの単年契約を結んだ。2026年の契約は1200万ドルの相互オプションとなり、バイアウトの際は50万ドルが支払わられる。
2025年は開幕をメジャーで迎え、移籍前までに73試合に出場して打率.204、11本塁打、29打点などを記録していた。

### ブルワーズ時代
2025年7月28日にヤデアー・アレイナモ、金銭とのトレードで、ミルウォーキー・ブルワーズに移籍した。移籍後は、その日のうちに同日DFAとなったエリック・ハースと入れ替わってアクティブ・ロースター入りした。

## 人物
ダニーが9歳だった2004年、ジャンセン家は当時シアトル・マリナーズ傘下のA級ウィスコンシン・ティンバーラトラーズに在籍していたアダム・ジョーンズのホストファミリーとなっていた。それから14年後の2018年8月、メジャーリーガーとなってジョーンズのいるボルチモア・オリオールズ戦で再会した。

## 詳細情報

### 年度別打撃成績
| 年 度    | 球 団    | 試 合 | 打 席 | 打 数 | 得 点 | 安 打 | 二 塁 打 | 三 塁 打 | 本 塁 打 | 塁 打 | 打 点 | 盗 塁 | 盗 塁 死 | 犠 打 | 犠 飛 | 四 球 | 敬 遠 | 死 球 | 三 振 | 併 殺 打 | 打 率 | 出 塁 率 | 長 打 率 | O P S |
| -------- | -------- | ----- | ----- | ----- | ----- | ----- | -------- | -------- | -------- | ----- | ----- | ----- | -------- | ----- | ----- | ----- | ----- | ----- | ----- | -------- | ----- | -------- | -------- | ----- |
| 2018     | TOR      | 31    | 95    | 81    | 12    | 20    | 6        | 0        | 3        | 35    | 8     | 0     | 0        | 0     | 1     | 9     | 0     | 4     | 17    | 1        | .247  | .347     | .432     | .779  |
| 2019     | TOR      | 107   | 384   | 341   | 41    | 72    | 12       | 1        | 13       | 125   | 43    | 0     | 1        | 1     | 1     | 31    | 1     | 4     | 79    | 8        | .207  | .279     | .360     | .640  |
| 2020     | TOR      | 43    | 147   | 120   | 18    | 22    | 3        | 0        | 6        | 43    | 20    | 0     | 0        | 3     | 1     | 21    | 0     | 2     | 31    | 1        | .183  | .313     | .358     | .671  |
| 2021     | TOR      | 70    | 205   | 184   | 32    | 41    | 13       | 0        | 11       | 87    | 28    | 0     | 0        | 1     | 0     | 17    | 0     | 3     | 44    | 4        | .223  | .299     | .473     | .772  |
| 2022     | TOR      | 72    | 248   | 215   | 34    | 56    | 10       | 0        | 15       | 111   | 44    | 1     | 0        | 0     | 5     | 25    | 1     | 3     | 44    | 1        | .260  | .339     | .516     | .855  |
| 2023     | TOR      | 86    | 301   | 268   | 38    | 61    | 15       | 0        | 17       | 127   | 53    | 0     | 0        | 0     | 0     | 23    | 1     | 10    | 62    | 3        | .228  | .312     | .474     | .786  |
| 2024     | TOR      | 62    | 228   | 198   | 27    | 42    | 13       | 0        | 6        | 73    | 18    | 0     | 0        | 0     | 3     | 25    | 0     | 2     | 42    | 1        | .212  | .303     | .369     | .672  |
| 2024     | BOS      | 30    | 96    | 80    | 8     | 15    | 0        | 0        | 3        | 24    | 6     | 0     | 0        | 0     | 0     | 15    | 0     | 1     | 19    | 3        | .188  | .323     | .300     | .623  |
| '24計    | BOS      | 91    | 324   | 278   | 35    | 57    | 13       | 0        | 9        | 97    | 24    | 0     | 0        | 0     | 3     | 40    | 0     | 3     | 61    | 4        | .205  | .309     | .349     | .658  |
| 2025     | TB       | 73    | 259   | 221   | 28    | 45    | 8        | 0        | 11       | 86    | 29    | 0     | 0        | 1     | 1     | 33    | 0     | 3     | 68    | 4        | .204  | .314     | .389     | .703  |
| MLB：7年 | MLB：7年 | 500   | 1704  | 1493  | 210   | 329   | 72       | 1        | 74       | 625   | 220   | 1     | 1        | 5     | 11    | 166   | 3     | 29    | 338   | 22       | .220  | .308     | .419     | .727  |

- 2024年度シーズン終了時

### ポストシーズン打撃成績
| 年 度     | 球 団     | シ リ ｜ ズ | 試 合 | 打 席 | 打 数 | 得 点 | 安 打 | 二 塁 打 | 三 塁 打 | 本 塁 打 | 塁 打 | 打 点 | 盗 塁 | 盗 塁 死 | 犠 打 | 犠 飛 | 四 球 | 敬 遠 | 死 球 | 三 振 | 併 殺 打 | 打 率 | 出 塁 率 | 長 打 率 |
| --------- | --------- | ----------- | ----- | ----- | ----- | ----- | ----- | -------- | -------- | -------- | ----- | ----- | ----- | -------- | ----- | ----- | ----- | ----- | ----- | ----- | -------- | ----- | -------- | -------- |
| 2020      | TOR       | ALWC        | 2     | 5     | 5     | 2     | 2     | 0        | 0        | 2        | 8     | 2     | 0     | 0        | 0     | 0     | 0     | 0     | 0     | 0     | 0        | .400  | .400     | 1.600    |
| 2022      | TOR       | ALWC        | 2     | 8     | 8     | 0     | 3     | 1        | 0        | 0        | 4     | 2     | 0     | 0        | 0     | 0     | 0     | 0     | 0     | 4     | 0        | .375  | .375     | .500     |
| 出場：2回 | 出場：2回 | 出場：2回   | 4     | 13    | 13    | 2     | 5     | 1        | 0        | 2        | 12    | 4     | 0     | 0        | 0     | 0     | 0     | 0     | 0     | 4     | 0        | .385  | .385     | .923     |

- 2024年度シーズン終了時

### 年度別守備成績
| 年 度 | 球 団 | 捕手（C） | 捕手（C） | 捕手（C） | 捕手（C） | 捕手（C） | 捕手（C） | 捕手（C） | 捕手（C） | 捕手（C） | 捕手（C） | 捕手（C） |
| 年 度 | 球 団 | 試 合     | 刺 殺     | 補 殺     | 失 策     | 併 殺     | 守 備 率  | 捕 逸     | 企 図 数  | 許 盗 塁  | 盗 塁 刺  | 阻 止 率  |
| ----- | ----- | --------- | --------- | --------- | --------- | --------- | --------- | --------- | --------- | --------- | --------- | --------- |
| 2018  | TOR   | 29        | 169       | 13        | 2         | 1         | .989      | 0         | 33        | 28        | 5         | .152      |
| 2019  | TOR   | 103       | 803       | 47        | 4         | 8         | .995      | 4         | 61        | 42        | 19        | .311      |
| 2020  | TOR   | 43        | 332       | 20        | 2         | 2         | .994      | 3         | 26        | 20        | 6         | .231      |
| 2021  | TOR   | 69        | 522       | 17        | 2         | 3         | .996      | 0         | 24        | 19        | 5         | .208      |
| 2022  | TOR   | 63        | 501       | 18        | 7         | 3         | .987      | 1         | 41        | 30        | 11        | .268      |
| 2023  | TOR   | 73        | 603       | 20        | 6         | 2         | .990      | 1         | 60        | 52        | 8         | .133      |
| 2024  | TOR   | 54        | 424       | 16        | 3         | 0         | .993      | 1         | 51        | 44        | 7         | .137      |
| 2024  | BOS   | 28        | 195       | 2         | 3         | 1         | .985      | 2         | 21        | 18        | 3         | .143      |
| '24計 | BOS   | 81        | 619       | 18        | 6         | 1         | .991      | 3         | 72        | 62        | 10        | .139      |
| MLB   | MLB   | 461       | 3549      | 153       | 29        | 20        | .992      | 12        | 317       | 253       | 64        | .202      |

- 2024年度シーズン終了時

### 記録
MiLB
- オールスター・フューチャーズゲーム選出：1回（2018年）

### 背番号
- 9（2018年 - 2024年7月26日）
- 28（2024年7月28日 - 同年終了）
- 19（2025年 - 同年7月26日）
- 33（2025年7月30日 - ）